# NGC 5640
NGC 5640 (również PGC 51263) – galaktyka spiralna (Sa), znajdująca się w gwiazdozbiorze Żyrafy. Odkrył ją William Herschel 20 grudnia 1797 roku.
W galaktyce tej zaobserwowano supernową SN 1996ah.